# The Extremist
The Extremist četvrti je studijski album američkog rock instrumentaliste Joe Satriania koji izlazi u srpnju 1992.g. Nakon dvije godine pauze u kojima je Satriani intenzivno snimao i skladao izlazi album "The Extremist" koji odmah po izlasku postiže zlatnu nakladu, donosi 24. mjesto na Billboardovoj top listi i nominaciju za nagradu Grammy. Hit skladbu "Summer Song" kasnije Sony koristi u reklami za Walkman, a "Speed Of Light" pojavljuje se u filmu "Super Mario Bros".

## Popis pjesama
Sve pjesme napisao je Joe Satriani.
1. "Friends" – 3:28
2. "The Extremist (Uživo)" – 3:43
3. "War" – 5:47
4. "Cryin'" – 5:42
5. "Rubina's Blue Sky Happiness" – 6:10
6. "Summer Song" – 5:00
7. "Tears in the Rain" – 1:18
8. "Why" – 4:44
9. "Motorcycle Driver" – 4:58
10. "New Blues" – 6:57

## Popis izvođača
- Joe Satriani - gitara, banjo (benđo), dobro, klavijature, harmonika, bas-gitara (8, 10)
- Matt Bissonette - bas-gitara
- Gregg Bissonette - bubnjevi
- Paulinho Da Costa - udaraljke (2, 6, 8, 9)
- Andy Johns - orgulje (2, 9)
- Brett Tugle - orgulje (4)
- Bongo Bob - električni bubnjevi & udaraljke (8)
- Phil Ashley - sintisajzer & squeeze-box (5), klavijature (6)
- Simon Phillips - bubnjevi & def (daire) (5)
- Doug Wimbish - bas-gitara (5),
- Jeff Campitelli - Činele (10)